# Ville-sous-Anjou
Ville-sous-Anjou település Franciaországban, Isère megyében. Lakosainak száma 1179 fő (2022. január 1.). Ville-sous-Anjou Agnin, Anjou, Assieu, Roussillon, Saint-Romain-de-Surieu, Salaise-sur-Sanne és Sonnay községekkel határos.

## Népesség
A település népessége az elmúlt években az alábbi módon változott:
| Lakosok száma | 606  | 765  | 920  | 1081 | 1168 | 1203 | 1173 | 1179 | 1182 | 1179 |
|               | 1968 | 1982 | 1990 | 2006 | 2013 | 2015 | 2017 | 2019 | 2020 | 2022 |